# Mike Pratt
Michael John Pratt (Londen, 7 juni 1931 – Midhurst, 10 juli 1976) was een Britse pianist, componist, songwriter, acteur en screenwriter, bekend van zijn werk op de Britse televisie in de jaren zestig en zeventig.

## Biografie

### Muziekcarrière
In het begin van zijn carrière werkte Pratt in de reclame, terwijl hij ook een aantal parttime acteerrollen vervulde. Hij verliet zijn kantoorbaan halverwege de jaren vijftig. Met drie vrienden (onder wie Lionel Bart) reed hij vervolgens door Europa in een ouderwetse Londense taxi. Bij zijn terugkeer in het Verenigd Koninkrijk verdiende hij de kost als jazz- en skiffle-muzikant in Londense clubs. Als ervaren gitarist en pianist, in de jaren vijftig, jamde hij met de Vipers Skiffle Group in de 2 I's-club in Londen met zijn vriend Tommy Steele. Pratt was te zien terwijl hij skiffle jamt op een Pathé News-clip uit de jaren vijftig met andere muzikanten uit die tijd, waaronder leden van The Shadows. Pratt, een succesvolle songwriter, werkte samen met Bart en Steele aan veel van Steeles vroege hits van eind jaren vijftig en begin jaren zestig. Om Steele in staat te stellen zijn levensverhaal te filmen, schreven co-schrijvers Steele, Bart en Pratt twaalf nummers in zeven dagen. De samenwerking A Handful of Songs tussen Steele en Pratt, oorspronkelijk een hit voor Tommy Steele in 1957, werd eind jaren zeventig het thema van een langlopend kinderprogramma van Granada Television met dezelfde naam. Ze droegen ook bij aan het schrijven van het nummer Rock with the Caveman. Bart en Pratt ontvingen in 1957 de Ivor Novello-prijs voor 'Best Song Musically and Lyrically' voor Little White Bull. Hij won nog een Ivor Novello-prijs voor Handful of Songs. In 1961 schreef hij de muziek en teksten voor The Big Client, een toneelstuk dat vanaf 28 november 1961 in Bristol Old Vic werd geproduceerd.

### Acteercarrière
Pratt speelde tussen 1965 en 1967 in tal van toneelstukken. Vanaf 25 mei 1966 speelde hij in het Aldwych Theatre in Tango, een toneelstuk van Sławomir Mrożek, naast Patience Collier, Peter Jeffrey, Ursula Mohan en Dudley Sutton, onder regisseur Trevor Nunn. Hij is vooral bekend door zijn rol als Jeff Randall in de ITC-detectiveserie Randall and Hopkirk (overleden) aan het eind van de jaren zestig naast Kenneth Cope en Annette Andre. Pratt schreef ook aflevering twee van de serie A Disturbing Case. Hij verscheen ook in tv-series als No Hiding Place, The Saint, Gideon's Way, Z-Cars, Danger Man, Out of the Unknown, Redcap, The Baron, Man in a Suitcase, The Champions, Callan, UFO (aflevering The Psychobombs), The Expert, Hadleigh, Jason King, Arthur of the Britons, Softly, Softly: Taskforce, Crown Court, Father Brown, Oil Strike North en The Adventures of Black Beauty, waarin hij een semi-reguliere rol had. Zijn laatste televisierol was in de BBC-dramaserie The Brothers als piloot Don Stacy. Zijn filmcarrière omvatte rollen in This Is My Street (1964), The Party's Over (1965), Roman Polański's Repulsion (1965), Robbery (1967), A Dandy in Aspic (1968), The Fixer (1968), Goodbye Gemini (1970), Sitting Target (1972), Assassin (1973), de horroranthology The Vault of Horror (1973) en Swallows and Amazons (1974). Hij kwam in 1966 bij de Royal Shakespeare Company en stond de rest van de jaren zestig en het begin van de jaren zeventig op het podium.

## Overlijden
Mike Pratt overleed in juli 1976 op 45-jarige leeftijd aan de gevolgen van longkanker. In augustus van dat jaar werd er ter nagedachtenis aan hem een show opgevoerd in het Aldwych Theatre in Londen. De cast bestond uit Glenda Jackson, Kenneth Haigh en John Le Mesurier. Zijn zoon is Guy Pratt, een sessiebassist die ook met Pink Floyd speelde in hun latere liveoptredens en als onderdeel van de liveband van David Gilmour sinds 2006.

## Filmografie
- 1963:	Impact - als politie-inspecteur
- 1964:	This Is My Street - als Sid Graham
- 1964:	Face of a Stranger - als Harry
- 1965:	The Party's Over - als Geronimo
- 1965:	Repulsion - als Workman
- 1967:	Robbery - als	Bob (niet op titelrol)
- 1968:	A Dandy in Aspic - als Greff
- 1968:	The Fixer - als Father Anastasy
- 1970:	Goodbye Gemini - als Rod Barstowe
- 1972:	Sitting Target - als gevangenenbewaarder Accomplice
- 1973:	The Vault of Horror - als Clive (segment Midnight Mess)
- 1973:	Assassin - als Matthew
- 1974:	Swallows and Amazons - als Mr. Dixon
- 1974:	Invasion: UFO

- Biblioteca Nacional de España: XX1661900
- Bibliothèque nationale de France: cb14773341h (data)
- Gemeinsame Normdatei: 135027330
- International Standard Name Identifier: 0000 0000 6338 4225
- Library of Congress Control Number: no2015060083
- MusicBrainz: 3f5ffe0e-7c5f-4b18-b009-0ebed6e60729
- Virtual International Authority File: 40666289
- WorldCat: E39PBJcc7vJTRbRTJXmYfpyPQq